# اوبرژ د آراگون
مسافرخانۀ آراگون یا آوبرژ د'آراگون (به مالتی: Berġa ta' Aragona   به اسپانیایی: Auberge d'Aragon) یک مسافرخانه برای زائران در والتا, مالت است. این بنا در سال 1571 میلادی برای اقامت شوالیه‌های سنت جان ساخته شد که به دسته‌های آراگون ، ناوارا و کاتالونیا تعلق داشتند. این تنها مسافرخانۀ باقیمانده در والتا است که طرح تکلف‌گرای اصلی خود را که توسط معمار جیرولامو کاسار ساخته شد، حفظ کرده است. 
در اوایل قرن نوزدهم، این ساختمان توسط ارتش بریتانیا مورد استفاده قرار گرفت و در سال 1842 به اسقف جورج تاملینسون اجاره داده شد و به خانه جبل الطارق تغییر نام داد. در این مرحله، یک رواق نئوکلاسیک به نما اضافه شد که به نمای بیرونی افزوده شد. در قرن 19 و اوایل قرن 20، مسافرخانه به عنوان چاپخانه و مدرسه نیز استفاده می شد. در طول جنگ جهانی دوم به بیمارستان تبدیل شد.
در سال‌های 1921-1933 و 1947-1972 دفتر نخست وزیری در آن قرار داشت. از آن زمان تاکنون وزارتخانه های مختلف دولتی در آن قرار گرفته است. از سال 2020 وزارت دادگستری را در خود جای داده است. 

## مراجع
1. ↑  Ellul, Michael (1989). "L-identita` kulturali ta' Malta : kungress nazzjonali, 13-15 ta' April 1989" (PDF).  In T. Cortis (ed.). L-arkitettura : xhieda ta' l-identita' nazzjonali (به مالتی). Valletta: Department of Information. pp. 93–116.
2. ↑  Sammut, Edward (1953). "The Renaissance and the Knights o.f Malta". Art in Malta: NOTES FOR A HISTORY OF ART IN M'ALTA (PDF). pp. 29–39.
3. ↑  "Protesters gather to demand resignation of Edward Zammit Lewis". Times of Malta (به انگلیسی). Retrieved 2021-12-15.

1. ↑  Of the seven original auberges in Valletta, Auberge d'Allemagne was demolished and Auberge d'Auvergne and Auberge de France were destroyed in World War II. اوبرژ دایتالیا and Auberge de Provence were extensively remodeled in the 17th century, and اوبرژ دو کاستیل was completely rebuilt in the 18th century, leaving Auberge d'Aragon as the only surviving auberge which never saw a major renovation.[۱][۲]